# Тетраетилсвинець
Те́траети́лсвине́ць Pb(CH3CH2)4 — отруйна металорганічна сполука. Застосовувався в основному як антидетонувальна присадка до моторного палива, для підвищення його октанового числа.

## Історія
Вперше антидетонувальний ефект тетраетилсвинцю був відкритий у 1921 році в США на фірмі «General Motors». А вже у 1923 році три найбільші американські корпорації — «General Motors», «DuPont» та «Standard Oil» створили спільне підприємство, що отримало назву «Ethyl Gasoline Corporation». Слово «етил» в назві підприємства було обрано спеціально, щоб не лякати людей словом «свинець».
Автор цього винаходу Томас Міджлі чудово знав про небезпеку отруєння свинцем. Майже відразу у робітників на виробництві стала з'являтися нестійка хода і порушення психіки. В 1924 році на одній з погано вентильованих установці за кілька днів загинули п'ять робочих і ще тридцять п'ять стали інвалідами. Проте компанія «Ethyl Corporation» завжди слідувала практиці твердого заперечення отруйності своєї продукції і у наступні кілька десятиліть, основна маса бензину у Сполучених Штатах містила тетраетилсвинець.
У 1972 році американське Агентство по запобіганню забруднення навколишнього середовища (EPA) ввело заборону на використання тетраетилсвинцю і виробництво двигунів, розрахованих на етилований бензин. У відповідь виробники палива подали позов проти цієї заборони. EPA виграв процес, і з 1976 року почалося поступове витіснення палива що містить тетраетилсвинець, яке було завершене до 1986 року. За результатами досліджень, до 1994 року вміст свинцю в крові американців знизився в порівнянні з 1978 роком на 78%.
У Євросоюзі етилований бензин був заборонений з 1 січня 2000 року, хоча більшість країн-членів ввело таку заборону значно раніше. У Великій Британії продовжують виробляти невеликі кількості етилованого бензину, оподатковуваного підвищеним податком. Китай відмовився від використання тетраетилсвинцю у 2001 році. В Україні етилований бензин був заборонений з 1 січня 2003 року.
Станом на 2021 рік не залишилось жодної країни, яка б використовувала етилований бензин.